# Tobias Levels
Tobias Levels (ur. 22 listopada 1986 w Tönisvorst) – niemiecki piłkarz występujący na pozycji obrońcy. Od 2014 jest zawodnikiem FC Ingolstadt 04. Oprócz niemieckiego, posiada także obywatelstwo holenderskie.

## Kariera
Levels jest wychowankiem klubu SV 1911 St. Tönis. Później był graczem KFC Uerdingen 05, a w 1999 roku przeszedł do juniorów Borussii Mönchengladbach. W 2005 roku został przesunięty do rezerw Borussii, w sezonie 2006/2007 włączono go do pierwszej drużyny, grającej w Bundeslidze. W pierwszej drużynie Borussii zadebiutował 10 września 2006 w wygranym 4:1 meczu z SV Roßbach/Verscheid. W Bundeslidze pierwszy występ zanotował 30 września 2006 przeciwko Werderowi Brema (3:0). W sezonie 2006/2007 zajął z klubem 18. miejsce w lidze i spadł z nim do drugiej ligi. W sezonie 2007/2008 w 2. Bundeslidze uplasował się z Borussią na 1. pozycji i awansował z nią do Bundesligi. 7 marca 2009 w wygranym 4:1 meczu z Hamburgerem SV strzelił pierwszego gola w trakcie gry w Bundeslidze. W 2008/2009 zajął z klubem 15. miejsce w lidze. W 2011 roku został wypożyczony do Fortuny Düsseldorf.